# Nadleśnictwo Śnieżka
Nadleśnictwo Śnieżka – jednostka organizacyjna Lasów Państwowych podległa Regionalnej Dyrekcji Lasów Państwowych we Wrocławiu. Siedziba nadleśnictwa znajduje się w Kowarach, w powiecie karkonoskim, w województwie dolnośląskim.
Nadleśnictwo obejmuje wschodnią część powiatu karkonoskiego i Jeleniej Góry oraz niewielkie fragmenty powiatów kamiennogórskiego i złotoryjskiego. Od południa graniczy z Karkonoskim Parkiem Narodowym.
Na terenie nadleśnictwa swoją siedzibę ma Leśny Bank Genów w Kostrzycy.

## Historia
Do 1945 tutejsze lasy były w głównie własnością skarbową, dawniej należącą do dóbr królów pruskich oraz prywatną. W 1945 na bazie niemieckiego nadleśnictwa powstało nadleśnictwo Krzyżatka, przemianowane w poł. 1946 na nadleśnictwo Kowary. Początkowo jego personel był, z wyjątkiem jednego Polaka Stanisława Bochenka, całkowicie niemiecki. Noszono niemieckie mundury leśne pozbawione swastyk. Od sierpnia 1945 nastąpił napływ polskich leśniczych. Pierwszym polskim nadleśniczym w sierpniu 1945 został Arendt, który objął wakujące stanowisko po niemieckim nadleśniczym (fostmeisterze) von Busse, który wcześniej uciekł do Czech (prawdopodobnie z zamiarem przedostania się do Niemiec). W październiku 1945 nadleśniczym został inż. Ostoja-Berfried. W 1946 nastąpiła wymiana mundurów na polskie, unormowała się też wówczas sytuacja, pozwalając na normalne prace leśne. W październiku 1946 nadleśniczy Ostoja-Berfried został aresztowany przez UB i nigdy już nie powrócił do pracy w nadleśnictwie. Aresztowania spotkały także innych pracowników nadleśnictwa, m.in. leśniczego Wróblewskiego, byłego żołnierza Armii Andersa.
Na przełomie września i października 1946 wysiedlono z okolic Kowar większość Niemców. Odbiło się to negatywnie na pracach nadleśnictwa - mimo iż w biurze nadleśnictwa i na stanowiskach leśniczych pracowali już wówczas w większości Polacy, to robotnicy leśni byli narodowości niemieckiej, a wśród osadników polskich, mogących wybrać zatrudnienie w różnych branżach, praca w lesie nie cieszyła się powodzeniem. Dlatego w kolejnych latach prace leśne w nadleśnictwie Kowary opierały się na pracownikach sezonowych, głównie góralach.
Ze względu na znajdujące się w tutejszych lasach, prowadzone przez Sowietów kopalnie uranu oraz prace poszukiwacze nowych złóż, będące objęte ścisłą tajemnicą, pracownicy nadleśnictwa byli inwigilowani przez organy bezpieczeństwa. Gdy w 1950 powstała kopalnia uranu Podgórze, specjalna komisja przesłuchała każdego pracownika nadleśnictwa Kowary, m.in. o losy podczas wojny, pochodzenie społeczne, kontakty zagraniczne czy krewnych. Następnie nastąpiły masowe zwolnienia pracowników, którzy byli niewygodni lub podejrzewani przez UB.
Nadleśnictwo Kowary zostało przemianowane na nadleśnictwo Śnieżka podczas reformy scaleniowej nadleśnictw w latach 70.

## Ochrona przyrody
Na terenie nadleśnictwa brak jest rezerwatów przyrody. Obejmuje ono częściowo otulinę Karkonoskiego Parku Narodowego.

## Drzewostany
Typy siedliskowe lasów nadleśnictwa (z ich udziałem procentowym):
- las 63,39%
- bór 36,53%
- ols ok. 1%

Gatunki lasotwórcze lasów nadleśnictwa (z ich procentowym udziałem powierzchniowym):
- świerk 74%
- brzoza 6%
- buk 6%
- modrzew 5%
- sosna 3%
- dąb 3%
- jawor 2%
- inne 1%

Przeciętna zasobność drzewostanów nadleśnictwa wynosi ponad 341 m³/ha, a przeciętny wiek 66 lata.